# Co-combustió
La co-combustió consisteix en la combustió conjunta de dos combustibles en un mateix dispositiu. Actualment, i davant la creixent embranzida de la biomassa com a font renovable d'energia, es denomina co-combustió a la combustió de biomassa (o un altre combustible alternatiu) substituint part del combustible fòssil original en una caldera o forn dissenyada per a l'operació únicament amb combustible sòlid fòssil.
El terme co-combustió (pres de «co-combustion» o de «co-firing» en llengua anglesa) és la combustió de dos combustibles diferents en un mateix sistema de combustió. Els combustibles utilitzats poden ser de qualsevol tipus (sòlid, líquid o gasós) i de qualsevol naturalesa (fòssil, renovable o residual). Així per exemple, l'ús de combustibles de suport (gas o fueloil) en calderes de carbó, és tècnicament una co-combustió. No obstant això en el marc tecnològic actual amb el terme co-combustió no es fa referència únicament a la combustió conjunta de dos combustibles. Faria falta afegir que aquesta combustió es realitza de manera sostinguda.
Més concretament l'interès de la co-combustió, i l'ús d'aquest terme per denominar un concepte tecnològic concret va sorgir als Estats Units i Europa durant els anys 80, cridant co-combustió a l'ús de combustibles de biomassa o residus sòlids en centrals dissenyades per a ús exclusiu de carbó, reemplaçant part del combustible original. Aquest fet s'ha accentuat amb l'increment d'interès internacional per la reducció d'emissió de gasos amb efecte d'hivernacle (GEH) produït per l'ús de combustibles fòssils. Les últimes dues dècades la investigació ha permès el desenvolupament de solucions tecnològiques capaces d'adaptar sistemes de combustió de combustibles sòlids fòssils, de manera que es pugui utilitzar biomassa reemplaçant part del combustible fòssil original.
D'aquesta manera, la definició de co-combustió, no tant etimològica, sinó quant a l'ús actual del terme es refereix, podria ser la següent: utilització conjunta de dos combustibles, un fòssil i un altre de diferent naturalesa (renovable, residual) en el sistema de combustió o caldera originalment dissenyat para combustible fòssil.

## Tipus
El concepte de co-combustió és bastant senzill i en general aplicable a tota la tipologia de sistemes de combustió: plantes de producció d'energia elèctrica (combustible polvoritzat, jaç fluid o graella), plantes de producció de ciment (forn rotatori), siderúrgia (alts forns) i sistemes de producció d'energia tèrmica bé per a indústria o bé en el sector domèstic.
Les tecnologies usualment emprades en co-combustió solen diferenciar-se entre les quals efectuen co-combustió directa i les que realitzen co-combustió indirecta. En el primer cas el combustible secundari (biomassa, per exemple) s'introdueix mitjançant el mateix sistema de combustió (barrejat amb el combustible fòssil) o de manera separada (cremadors específics) dins de la mateixa caldera o forn, realitzant-se el procés de combustió conjuntament.
En el cas de la co-combustió indirecta, la combustió no es realitza de manera conjunta. Dins dels sistemes de co-combustió indirecta estan aquells que un cop obtinguts els productes de combustió de tots dos combustibles aquests es barregen i s'utilitzen conjuntament per transmetre l'energia tèrmica a un fluid caloportador (cas de centrals tèrmiques o sistemes de producció de calor) o a un producte (cas dels forns de clínquer para ciment i la siderúrgia). Dins d'aquest subtipus cal destacar els sistemes de gasificació de biomassa, que transformen la biomassa sòlida en gas combustible que s'introdueix en la caldera; les calderes externes, que cremen la biomassa i injecten els productes de combustió en la caldera principal de combustible fòssil. Un altre segon tipus de co-combustió indirecta és aquella en la qual els gasos calents produïts en la combustió dels combustibles fòssils i renovables no s'entremesclen i transfereixen calor a sistemes diferents que posteriorment s'integren. Seria el cas d'una caldera de biomassa annexa a un maluc de carbó convencional per a producció d'electricitat, els circuits de la qual de gasos són separats, però el circuit dels quals de fluid de potència (aigua que absorbeix la calor dels gasos) es troba interconnectat.
El sistemes de co-combustió directa presenten generalment l'avantatge que són més senzills i econòmics que els sistemes de co-combustió indirecta. No obstant això, també són sistemes més sensibles a la qualitat del combustible, i en els quals apareixen problemes de l'embrutament, corrosió i disminució de la vida útil de bescanviadors de calor i altres equips generalment. Els sistemes de co-combustió indirectes són més complexos i costosos, però permeten incrementar els percentatges en què s'utilitza la biomassa o combustible secundari. Així mateix és més adequada per a combustibles agressius o per a combustió de residus que puguin introduir elements com metalls pesants o uns altres contaminants en el sistema.
La utilització del combustible secundari (biomassa per exemple) reemplaçant part del combustible fòssil original en les tan diverses tecnologies pot variar des de solucions trivials sense amb prou feines necessitat de modificacions dels sistemes d'alimentació i combustió (sistemes directes), a complexes implementacions (tant sistemes directes com a indirectes) que poden requerir importants reformes i costos associats. Les modificacions dependran principalment de les característiques dels combustibles, de la tecnologia original i els sistemes auxiliars i del grau de substitució del combustible original que desitja aconseguir-se.

## Avantatges de la co-combustió
A més dels avantatges ambientals, socioeconòmics i estratègics propis de la biomassa com a font d'energia renovable, l'ús de la biomassa mitjançant co-combustió implica una sèrie d'avantatges addicionals. Es mostren a continuació els avantatges de substituir parcialment un combustible fòssil en una instal·lació existent, enfront de la creació d'una planta de biomassa exclusiva de potència equivalent.
- Inversió específica (per unitat de potència instal·lada) molt més reduïda que una planta exclusiva de generació amb biomassa, a causa que s'aprofita gran part de la infraestructura de la indústria original (la central de carbó, la cimentera, l'alt forn, etc.).
- Generació elèctrica amb major rendiment: habitualment les centrals de biomassa de petita potència (sota 10 MW) presenten un rendiment baix en la generació elèctrica (18-22%) enfront dels grans grups de carbó (32-38%) que inclouen tecnologies més eficients donat la seva major grandària
- Flexibilitat en l'operació: la co-combustió permet operar al 100% de càrrega amb el combustible original, o bé utilitzar biomassa parcialment de manera que la indústria o usuari és flexible i permet aprofitar recursos estacionals sense necessitat de detenir la producció en cas d'escassetat de recurs.
- És ja reconegut en multitud de països europeus el paper que la co-combustió està tenint a crear un mercat de biomassa (prèviament no existent a causa de l'absència de demanda), i a guanyar experiència en la gestió i ús de la biomassa com a combustible.